# Les Petits As
Les Petits As (trad: "i piccoli assi"), è un torneo di tennis aperto alla classe under-14 anni sia maschile che femminile che si disputa su 9 campi indoor del Parc des Expositions di Tarbes, Francia a fine gennaio.
Il torneo è organizzato per ragazzi e ragazze e anche per la categoria carrozzina sotto l'egida dell'ITF. Il tabellone consta di 64 partecipanti suddivisi in 48 iscritti, 8 qualificati e 8 wild card. La superficie è Greenset su asfalto e le palle utilizzate sono Tecnifibre.

## Storia
Il torneo nasce da un'idea di tre giovani tennisti e maestri di tennis francesi, Hervé Simeon, Jean-Claude Knaebel (che svolge anche la funzione di direttrice del torneo) e Jacques Dutrey, che nel 1982 volevano creare un torneo che raccogliesse i migliori tennisti promettenti di Francia, ma anche del mondo e grazie ad una collaborazione che oggi è circa 45% pubblica e 55% privata sono riusciti a costruire un torneo aperto gratuitamente al pubblico, quasi 50000 presenze nel 2022, e che raccoglie i tennisti provenienti da 45 paesi dei 4 continenti, al punto che è stato necessario programmare dei tornei pre-qualificazioni sia negli USA che in Asia per accomodare l'alto numero di richieste di partecipazione, oltre 5000.
Nel 2022 e 2023 sono stati cancellati i tornei di pre-qualificazione in Asia.
Ad oggi è il più importante torneo juniores di Francia e, insieme all'Orange Bowl di Miami, uno dei più importanti al mondo per categoria dopo i quattro tornei del Grande Slam.
Il torneo ha visto affermarsi ragazzi e ragazze che sarebbero poi diventati dei campioni del tennis quali Michael Chang, Martina Hingis, Juan Carlos Ferrero, Kim Clijsters, Rafael Nadal, Bethanie Mattek-Sands, Bianca Andreescu, e Jeļena Ostapenko.
Nel singolare solo le svizzere Martina Hingis e Timea Bacsinszky, e lo spagnolo Carlos Boluda hanno vinto due volte il titolo, traguardo molto difficile dati i limiti d'età. Nel doppio invece solo due tenniste, Anastasia Potapova e Linda Fruhvirtová, hanno vinto due trofei.

## Albo d'oro[5]

### Singolare
| Anno | Maschile                 | Femminile             |
| 1983 | Jean-Baptiste Bollée     | Sybille Niox-Château  |
| 1984 | Frédéric Fontang         | Emmanuelle Derly      |
| 1985 | Richard Krajicek         | Sandrine Jaquet       |
| 1986 | Michael Chang            | Laxmi Poruri          |
| 1987 | Reinhard Wawra           | Kim Kessaris          |
| 1988 | Brian Dunn               | Anke Huber            |
| 1989 | Tommy Shimada            | Nicole London         |
| 1990 | Maxime Boyé              | Heike Rusch           |
| 1991 | Răzvan Sabău             | Martina Hingis (1)    |
| 1992 | Olivier Mutis            | Martina Hingis (2)    |
| 1993 | Miha Gregorc             | Stephanie Halsell     |
| 1994 | Juan Carlos Ferrero      | Anna Kournikova       |
| 1995 | Olivier Rochus           | Mirjana Lučić         |
| 1996 | Paul-Henri Mathieu       | Jelena Pandžić        |
| 1997 | Julien Maigret           | Kim Clijsters         |
| 1998 | Matthew Smith            | Lina Krasnoroutskaya  |
| 1999 | Richard Gasquet          | Bethanie Mattek       |
| 2000 | Rafael Nadal             | Dinara Safina         |
| 2001 | Alexandre Krasnoroutskiy | Vojislava Lukić       |
| 2002 | Dylan Arnould            | Timea Bacsinszky (1)  |
| 2003 | Donald Young             | Timea Bacsinszky (2)  |
| 2004 | Andrew Thomas            | Yelena Kulikova       |
| 2005 | Chase Buchanan           | Ksenia Pervak         |
| 2006 | Carlos Boluda (1)        | Gabriela Dabrowski    |
| 2007 | Carlos Boluda (2)        | Anna Orlik            |
| 2008 | Edward Nguyen            | Daria Gavrilova       |
| 2009 | Nikola Milojević         | Yulia Putintseva      |
| 2010 | Quentin Halys            | Kanami Tsuji          |
| 2011 | Henrik Wiersholm         | Jeļena Ostapenko      |
| 2012 | Frances Tiafoe           | Jaqueline Cristian    |
| 2013 | Samuele Ramazzotti       | CiCi Bellis           |
| 2014 | Rayane Roumane           | Bianca Andreescu      |
| 2015 | Tseng Chun-hsin          | Anastasia Potapova    |
| 2016 | Stefan Leustian          | Marta Kostjuk         |
| 2017 | Luca Nardi               | Marija Timofeeva      |
| 2018 | Victor Lilov             | Alexandra Eala        |
| 2019 | Vojtech Petr             | Linda Fruhvirtová     |
| 2020 | Oleksandr Ponomar        | Brenda Fruhvirtová    |
| 2021 | Maxim Mrva               | Mathilde Ngijol Carre |
| 2022 | Thijs Boogaard           | Julia Stusek          |
| 2023 | Mark Ceban               | Anna Pushkareva       |
| 2024 | Michael Antonius         | Mariia Makarova       |
| 2025 | Mario Vukovic            | Ekaterina Dotsenko    |

### Doppio
| Anno | Maschile                               | Femminile                                 |
| 2007 | Robert Rumler Lukas Vrnak              | Ksenia Kirillova Hannah Orlik             |
| 2008 | Julien Cagnina Jeroen Vanneste         | Daria Gavrilova Irina Chromačëva          |
| 2009 | Matteo Donati Stefano Napolitano       | Sonja Liasovska Petra Rohanova            |
| 2010 | Thanasi Kokkinakis Li Tu               | Gabrielle Faith Andrews Brooke Austin     |
| 2011 | Domagoj Biljesko Karlo Lozic           | Anastasiya Komardina Anastasiya Rychagova |
| 2012 | Michael Mmoh Frances Tiafoe            | Alicia Black Nicole Frenkel               |
| 2013 | Artem Dubrivny Ergi Kirkin             | Catherine Cartan Bellis Jaeda Daniel      |
| 2014 | Nikolay Vylegzhanin Alexey Zakharov    | Oleysa Pervushina Anastasia Potapova (1)  |
| 2015 | Nini Gabriel Dica Filip Cristian Jianu | Maria Novikova Anastasia Potapova (2)     |
| 2016 | Lorenzo Musetti Lorenzo Rottoli        | Kamilla Bartone Marta Kostjuk             |
| 2017 | Luca Nardi Alessio Tramontin           | Oksana Selechmet'eva Marija Timofeeva     |
| 2018 | Victor Lilov Evan Wen                  | Linda Fruhvirtová (1) Linda Nosková       |
| 2019 | Kyle Kang Cooper Williams              | Brenda Fruhvirtová Linda Fruhvirtová (2)  |
| 2020 | Mitchell Lee Alexander Razeghi         | Clervie Ngounoue Brooklyn Olson           |
| 2021 | Federico Cinà Andrea De Marchi         | Claire An Emily Deming                    |
| 2022 | Thijs Boogaard Carel Aubriel Ngounoue  | Laura Samsonova Julia Stusek              |
| 2023 | Moise Kouame Svit Suljic               | Sara Oliveriusová Lucie Slamenikova       |